# Bandar Siraf
Bandar Siraf (em persa: بندر سیراف, romanizado como Bandar-e Sīraf; também conhecido como Sīraf, Ţāherī, Tāhiri, ou mesmo Bandar-e Ţāherī ou Bandar-i Ţāhirī - "Bandar" significa "porto" em persa) é uma cidade localizada no distrito Central do condado de Kangan, província de Bushehr, Irã. Segundo o censo de 2006, sua população era de 3.500 habitantes, divididos em 722 famílias.